# Cartman hitgyűlése
A Cartman hitgyűlése (Probably) a South Park című rajzfilmsorozat 58. része (a 4. évad 10. epizódja). Első alkalommal 2000. július 26-án sugározták az Amerikai Egyesült Államokban.
A Cartman hitgyűlése a Ki jut elsőként a Pokolba című rész folytatása.

## Cselekmény
|  | Alább a cselekmény részletei következnek! |

Ebben az epizódban a gyerekek saját egyházat alapítanak, nem járnak iskolába, kerülik a szüleiket és csak Cartmanre hallgatnak, aki teleevangelista prédikátorként tevékenykedik. Eközben Kenny telefonál a mexikói Ensenada városából, ahol az őt elgázoló busz lerakta. Kenny azt hiszi, a pokolba jutott és mesél az ottani körülményekről: a túlvilágon mindenki spanyolul beszél és minden utcai kereskedő ugyanazokat a bizsukat árulja.
Időközben a valódi pokolban Sátán részegen lefekszik Szaddámmal, majd azt egészet elmeséli Chrisnek, aki azonban megbocsát neki. Ezzel viszont csak még jobban felidegesíti Sátánt, aki szerint Chrisnek nem kellene ilyen könnyen elfogadnia a dolgot. Ezután Szaddám és Chris gyilkolni kezdi egymást, majd újra és újra visszakerülnek a pokolba, Sátán pedig Istenhez fordul segítségért, hogy kit válasszon. 
Sátán a mennyekbe érkezik, ahová – mint kiderül – csupán a mormonok nyerhetnek bebocsátást. Isten elmondja neki, hogy Sátán valaha egy keményfejű lázadó volt, most viszont a szeretői irányítják. Ezért azt tanácsolja, rúgja ki mindkettőjüket és töltsön egy kis időt egyedül.
Eközben South Parkban Cartman elárulja Stannek és Kyle-nak, hogy csupán a pénzszerzés miatt alapított egyházat (szerinte Isten könnyen megbocsát mindenkinek). Végül Anne nővér Jézus segítségével feloszlatja a gyülekezetet, Cartmant pedig büntetésből a pokolnál is rosszabb helyre, Mexikóba küldik, ahol találkozik Kennyvel.
A pokolban Szaddám tovább zaklatja Sátánt, aki ezt elunja és Szaddámot a mennyországba száműzi, a mormonok közé.

## Utalások
- A két epizód visszatérő mondata („Miért, hová kellett volna mennem, Detroitba?”) utalás az 1977-es Kentucky Fried mozi című kultuszfilmre.
- Cartman elmondja, hogy keresni akar 10 millió dollárt, mert a fogtündéres üzlet megbukott és a fiúbanda dolog is elmúlt (utalás A fogtündér és a Valami, amit az ujjaddal csinálhatsz epizódokra).
- Amikor a szülők süteménnyel akarják megvesztegetni Cartmant, több játékfigura is látható a korábbi South Park részekből (például a kék Megaman a Damien-ből vagy Cartman Chinpokomon bábuja).
- Utalás történik a szcientológia egyházra abban, hogy Cartman csak a pénzért alapította meg az egyházat.